# Мерида (футбольний клуб, 1990)
«Мерида» (ісп. Mérida UD) — колишній іспанський футбольний клуб з однойменного міста, заснований 1990 року. Домашні матчі проводив на арені «Естадіо Романо», що вміщає 14 600 глядачів. Припинив своє існування в 2013 році через фінансові труднощі і на його базі був створений новий клуб «Мерида АД».

## Історія
Клуб було засновано 1990 року під назвою «Мерида Промесас» (ісп. UD Mérida Promesas) і він був резервною командою оригінальної «Мериди», граючи з 1991 року у Терсері, на той момент четвертому дивізіоні країни. 
2000 року основну команду «Мериди» було розпущено через фінансову заборгованість і «Мерида Промесас», змінивши назву на «Мериду» зайняла місце головної команди міста. В першому ж сезоні у новому статусі команда стала другою у Терсері і вперше в історії вийшла до Сегунди Б, третього дивізіону країни, де з перервою на сезон 2004/05 грала до 2009 року. Найкращим досягненням команди стали 4-ті місця в Сегунді Б в сезонах 2001/02 і 2007/08.
В останні роки у команди почались фінансові проблеми. 6 вересня 2012 року відбувся товариський матч «Мериди» проти «Севільї» в честь святкування столітнього ювілею клубу «Мерида», але вже 20 листопада 2012 року відбулась ліквідація клубу судовим розпорядженням, передбаченим процедурою банкрутства через невиконання платежів. Через аукціон права на назву придбав новий клуб Asociación Deportiva Mérida, що замінив розформовану команду у Терсері.

## Статистика по сезонах
| Сезон   | Рівень | Дивізіон    | Місце | Кубок Іспанії |
| ------- | ------ | ----------- | ----- | ------------- |
| 1990/91 | 5      | Регіональні | 1     |               |
| 1991/92 | 4      | Терсера     | 6     |               |
| 1992/93 | 4      | Терсера     | 10    |               |
| 1993/94 | 4      | Терсера     | 3     |               |
| 1994/95 | 4      | Терсера     | 9     |               |
| 1995/96 | 4      | Терсера     | 4     |               |
| 1996/97 | 4      | Терсера     | 5     |               |
| 1997/98 | 4      | Терсера     | 2     |               |
| 1998/99 | 4      | Терсера     | 4     |               |
| 1999/00 | 4      | Терсера     | 1     |               |
| 2000/01 | 4      | Терсера     | 2     |               |
| 2001/02 | 3      | Сегунда Б   | 4     |               |

| Сезон   | Рівень | Дивізіон  | Місце | Кубок Іспанії |
| ------- | ------ | --------- | ----- | ------------- |
| 2002/03 | 3      | Сегунда Б | 13    | 1 раунд       |
| 2003/04 | 3      | Сегунда Б | 18    |               |
| 2004/05 | 4      | Терсера   | 1     |               |
| 2005/06 | 3      | Сегунда Б | 9     | 2 раунд       |
| 2006/07 | 3      | Сегунда Б | 15    |               |
| 2007/08 | 3      | Сегунда Б | 4     |               |
| 2008/09 | 3      | Сегунда Б | 7     | 2 раунд       |
| 2009/10 | 4      | Терсера   | 5     | 3 раунд       |
| 2010/11 | 4      | Терсера   | 5     |               |
| 2011/12 | 4      | Терсера   | 8     |               |
| 2012/13 | 4      | Терсера   | 6     |               |

- 7 сезонів у Сегунді Б
- 15 сезонів у Терсері
- 1 сезон у регіональних лігах.

## Досягнення
Терсера
- - Переможець (2): 1999/00, 2004/05

## Відомі гравці
- Лучано Беккіо
- Санел Яхич
- Федеріко Магальянес
- Іван Куельяр